# Geoprospectiva
La Geoprospectiva es un género de pensamiento que estudia los conceptos, las técnicas y las formas de organización como aprendizaje geográficamente situado. En la práctica, la Geoprospectiva puede verse como parte de la prospectiva, y su propósito es construir futuros posibles que permitan a los individuos garantizar su calidad de vida, la cohesión social y la sustentabilidad del presente. La Geoprospectiva utiliza una extensa batería de métodos cualitativos y cuantitativos para imaginar, evaluar y construir futuros posibles (llamados escenarios). La diferencia fundamental entre la Geoprospectiva y otras ramas de la prospectiva, radica, por una parte, en los criterios, y por tanto, en las metodologías que toma como base para elegir, del conjunto de escenarios potenciales, aquellos que son posibles y deseables. Por otra, por un énfasis en la construcción de escenarios al nivel de comunidades espacial y temporalmente delimitadas, lo que la ha convertido en una herramienta particularmente útil en la elaboración de proyectos de ordenamiento territorial, social y ecológico.  ,

## Resumen
La motivación principal de la Geoprospectiva es desarrollar los métodos conceptuales, teóricos y prácticos, que permitan a los individuos gestionar los recursos naturales, materiales y culturales a su alcance, de manera que garanticen su sustentabilidad en el largo plazo. Desde este punto de vista, la Geoprospectiva puede definirse como el estudio de las alternativas potenciales de transformación para la sustentabilidad que ofrece un territorio.
En contraste con otras ramas de la prospectiva, la Geoprospectiva se presenta, no como un conjunto de herramientas encaminadas a evaluar de mejor manera las condiciones del presente y los futuros posibles (como serían, por ejemplo, la caja de herramientas de Godet,), sino como un género de pensamiento por medio del cual hacer dichas evaluaciones. 
La idea de género de pensamiento hace alusión al conjunto de valores, normas, ideologías, creencias, expectativas,… comunes a cierta comunidad, y que están vinculadas a una manera particular de pensar y de actuar, El género de conocimiento aplicado a la sociedad, configura la manera en que los individuos interpretan y piensan sobre el mundo. Por ejemplo, el creer que el futuro será de cierta manera o los criterios en que se basan las decisiones personales, son fruto de un género de pensamiento. 
Así, la pretensión de la Geoprospectiva constituye una manera de pensar y actuar sobre el mundo atendiendo a los intereses, deseos, esperanzas a largo plazo que tiene una comunidad en un tiempo y espacio determinado. Dichos intereses surgen de la interacción entre la historia y la cultura del presente a la luz de las expectativas hacia el futuro. De esta manera, en la práctica, la Geoprospectiva permite construir futuros alternativos al hacer el inventario de todos los elementos que configuran el conocimiento de los pueblos. 
La unidad básica de análisis en la Geoprospectiva es el paisaje. En este contexto, por paisaje se entiende como el área espacial y temporal en que un grupo de personas gestiona su vida. Incluye no tan solo los recursos naturales y materiales que haya en la zona, sino también, los recursos intangibles como son la cultura, la historia, las tradiciones… 
A fin de construir el inventario de todos los elementos que constituyen un paisaje, la Geoprospectiva vincula el conocimiento científico con el conocimiento cotidiano de la gente que habita el territorio. De esta manera, el inventario se construye sobre datos cuantitativos y cualitativos, estos últimos, provenientes principalmente del conocimiento de los habitantes del lugar y que muchas veces, no es recogido en estadísticas. Dada la naturaleza de los datos involucrados en cualquier estudio de futuro, muchas veces no es posible recurrir a cálculos probabilísticos que permitan inferir los futuros posibles sobre la base de patrones recurrentes en el pasado. Por ello, la Geoprospectiva ha desarrollado modelos propios que operan sobre la base de heurísticas basadas tanto en normas y valores situados histórica y geográficamente, como en la creación de nuevos conceptos que atiendan a problemas presentes de los que no existe antecedente previo; por ejemplo, en el contexto del cambio climático, se observan en según qué lugares, fenómenos nunca antes vistos en la forma de temperaturas muy altas o muy bajas, plagas desconocidas, nuevos patrones de lluvia,… todos ellos fenómenos recientes que requieren de la revaluación de los conceptos propios del lugar. De esta manera, la Geoprospectiva cobra sentido frente a los grandes problemas ambientales, sociales, económicos, culturales al contribuir a la planeación en el largo plazo y reducir la incertidumbre que acarrean dichos fenómenos sobre la vida de los individuos.

## Historia
La Geoprospectiva fue desarrollada a finales de la década de 1990 y principios del siglo XXI por Arturo Montañana Surió, quien “en México ha desarrollado varias áreas de la prospectiva, modelos originales de métodos cuantitativos”. La pretensión era recuperar el sentido original del término prospectiva. El término prospectiva fue introducido por Paul Valéry en 1932 y en su origen era: 
- a. Una crítica pragmática (es decir, dirigida a la acción) del presente, las historias que pretendían justificarlo (con pretensiones literarias o científicas) y las imágenes de futuro a que daban pie, por no mostrar el carácter contingente de los acontecimientos usados como referente para construirlas, y no localizar en ellas al sujeto que les da forma y por tanto, no mostrar ni las limitaciones de su conocimiento ni sus pretensiones.
- b. Una geografía antropológica que encuentra en los mapas el sostén de las cronologías e identifica la expansión humana como un proceso recursivo que inicia con el reconocimiento, se configura como una red social y avanza al futuro como un poder que no descanse en la técnica.
- c. Una propedéutica que incorpora la experiencia y el sentido del hombre común a la discusión ilustrada (filosófica, artística y científica), constituyéndose así como aprendizaje geográficamente situado, del entorno, de sí mismo y del otro.

La Geoprospectiva fue aplicada por primera vez dentro del contexto de la planeación, en el Programa de Ordenamiento Ecológico y Territorial del Estado de Tabasco, México. Hasta la fecha, se ha aplicado exitosamente en diversos estudios tanto a nivel privado como público. Dado el interés de la Geoprospectiva en el estudio de escenarios a un nivel geográfico particular, se le suele asociar a la prospectiva territorial (ver Baena Paz 2008).

## Prospectiva y Estudios de Futuro
Aunque generalmente se utilizan como sinónimo, hay diferencias importantes entre la prospectiva y los estudios de futuro. De manera sintética, los estudios de futuro engloban una serie de desarrollos teóricos y conceptuales provenientes principalmente de Estados Unidos y que dieron inicio con los trabajos de Dalkey y Helmer para la RAND corporation. Su interés explícito es conocer el futuro en un sentido global, y por ello sus métodos van encaminados a la construcción de tendencias globales referidas a los avances tecnológicos, médicos, militares... En un sentido práctico, la idea de fondo es anticiparse a los eventos futuros a fin de aprovechar mejor las oportunidades.
La prospectiva está vinculada a desarrollos teóricos provenientes originalmente de Francia. Tradicionalmente está asociada a las concepciones desarrolladas por Gastón Berger, Bertrand de Jouvenel y Pierre de Massé. El interés de la prospectiva es incidir sobre el futuro más que pronosticarlo. Aunque en principio, los estudios de futuro pretenderían lo mismo, es importante distinguir que la prospectiva está cimentada sobre un armazón teórico distinto y que de hecho, no fue conocida y difundida en Estados Unidos sino hasta hace poco. En la literatura anglosajona, en ocasiones se utiliza el término foresight studies (estudios de previsión) para distinguir la prospectiva de los estudios de futuro.